# ДАДОВ
Драмски атеље Дома омладине Врачар, познатији под акронимом Дадов, јесте омладинско позориште основано 1958. године у Београду. Дадов поставља актуелне представе и ради на формирању младих глумаца и уметника кроз школу глуме и образовне радионице, које воде истакнути предавачи.

## Историја
Од оснивања позоришта, на његовом репертоару биле су бројне авангардне представе, али Дадов је такође реализовао бројне драматуршке класике.
У историји ДAДОВ-а су се први код нас играли светски позоришни класици попут „Чај и симпатија” Робертра Андерсона, „Спасене” Едвадра Бонда, „Битанге” Барија Рекорда, „Обавезно – кромпир” Арнолда Вескера, „Фрагменти” Мареја Шизгала и „Наивне ласте” Ролана Дибијара.
После више од 200 премијера представа и низа освојених награда, позориште се 1968. сели са почетне адресе у Молеровој улици број 33 на данашњу адресу, у зграду сазидану посебно за потребе позоришта.
Године 2008. године позориште је проглашено установом културе града Београда.
У августу 2021. расписан је тендер за темељну обнову позоришта, којим ће бити обухваћено 918 метара квадратних, односно све подземне и надземне просторије, инсталације, вентилациони систем, нови систем за снимање и репродукцију звука, систем техничке комуникације и сигнализације, нови противпожарни систем као и пројекциони видео-систем. Зграда позоришта је обновљена 2022. године.

## Чланови и сарадници
Иако омладинско по вокацији, бројни истакнути српски и југословенски глумци су своје каријере започели у Дадову: Милош Жутић, Светлана Цеца Бојковић, Предраг Ејдус, Јелисавета Сека Саблић, Србољуб Срба Милин, Феђа Стојановић, Злата Нуманагић, Мирјана Карановић, Младен Андрејевић, Дара Џокић, Марко Живић, Милица Михајловић, Милош Самолов, Срђан Карановић, Ненад Стојменовић, Горан Јевтић, Маринко Маџгаљ, Вања Ејдус, Марија Каран, Јелена Тркуља, Тамара Драгичевић, Иван Зекић, Урош Јовчић, Милан Марић, Никола Јовановић, Милица Јанкетић, Милош Биковић, Бранкица Себастијановић, Милена Живановић, Јована Гавриловић, Ивана Дудић и многи други.
Позориште претежно афирмише домаће драмско стваралаштво за младе и даје прилике домаћим младим и неафирмисаним писцима. Тако су једне од првих поставки својих драмских текстова у позоришту имали и Бора Драшковић, Миро Мршуљ, Жарко Рудвић, Милан Буњевц, све до млађих писаца попут: Милене Богавац, Марка Шелића Марчела, Марка Видојковића, Тамаре Бијелић, Маје Пелевић, Владимира Ђурђевића, Дарка Марјановића, Саре Радојковић, Димитрија Коканова, Тијане Гумић, Страхиње Маџаревића, Ирене Парезановић, Мине Ћирић, Филипа Грујића.
У Дадову су почели да раде бројни редитељи средње и млађе генерације као што су: Кокан Младеновић, Горан Головко, Југ Радивојевић, Ања Суша, Ана Глигоровић, Јелена Богавац, Даријан Михајловић, Предраг Стојменовић, Владан Ђурковић, Јована Томић, Исидора Гонцић, Југ Ђорђевић, Тијана Васић, Лука Јованов, Марко Челебић и други.

## Школа глуме и говора
Током деценија рада низ талентованих девојчица и дечака долазило  је у позориште а из њега су отпочињали професионалне каријере.
Нека од имена којима је Дадов био почетно место њихових каријера а који су, касније, остатли запамћени у историји и српског и југословенског глумишта су: Милош Жутић, Светлана Цеца Бојковић, Предраг Ејдус, Сека Сабљић, Мирјана Карановић, Марко Живић, Срђан Ј. Карановић, Ненад Стојменовић, Горан Јевтић, Милош Биковић, Бранкица Себастијановић, Тамара Драгичевић, Иван Зекић, Милан Марић и други.
Кроз програм школе полазници се едукују кроз различите нивое образовања и учења глумачких вештина. На основним курсевима Школе глуме и говора стичу се основна знања и вештине битне за глуму, у оквиру ових ниво  ради се и на дикцији и лепом изражавању, плесу и кореографским вештинама итд. Касније, полазници се усавршавају кроз курсеве мастер клас 1 и мастер клас 2.
Ради што квалитетнијег избора будућих полазника школе сваке године се организује аудиција за нове чланове.
Тренутни предавачки тим школе глуме и говора чине: Даријан Михајловић, Срђан Ј. Карановић, Предраг Стојменовић, Милица Јанкетић, Ђорђе Марковић као и професор дикције на ФДУ Радован Кнежевић, док сценском покрету ученике подучава кореограф Милан Громилић.

## Извршна продукција
У последњих неколико година Дадов је као посебну делатност развио извршну продукцију. Дадов је обављао послове организације бројних захтевних културних манифестација и изложби у области позоришта, перформанса и програма на отвореном.
Градске манифестације као што су Дани Београда и Дани слободе реализоване су у извршној продукцији Дадова.

## Издавачка делатност
Позориште има своју издавачку делатност. До сада је објављено неколико наслова монографског типа али се претежан број наслова односи на објављивање драмских текстова који су имали своју прву инсценацију на сцени Дадова. Неколико наслова је педагошког карактера и у вези је са наставом у Школи глуме и говора. Дадов је један од свега неколико издавача који се определио за објављивање драмских текстова младих писаца.
У својој издавачкој едицији „Дух Дадова” позориште објављује текстове постављених драма. Фокус у издаваштву су остварења аутора млађе генерације, желећи да на тај начин њихов рад учинимо видљивим и препознатим и за шири круг јавности. Заједничка или полазна тема објављеним текстовима су млади - њихов положај у друштву, њихове вредности, стил живота, њихова схватања о љубави, вршњачког насиља.
Дадов има своју библиотеку која има неколико стотина библиотечких јединица као и архиву драмских текстова где су сабрали велики број драма постављених на сцени позоришта.
Објављене књиге
- Нови талас у Београду: пакет аранжман (1981 – 2021), Београд, 2021.
- Едиција дух ДАДОВА 09, савремена српска драма за младе, Београд, 2021.
- Радован Кнежевић - говорна читанка  – приручник за драмске секције, Београд, 2019.
- Бошко Милин - светионик ДАДОВа – 60 година постојања, Београд, 2018.
- Са ове стране огледала – савремена српска драма за младе, Београд, 2015.
- Едиција дух ДАДОВа 03, Београд, 2011.
- Мој педагошки метод, Београд, 2010.
- Едиција дух ДАДОВа 01, Београд, 2009.
- Омладинско позориште ДАДОВ – 50 година, Београд, 2008.
- Дух ДАДОВА, записи поводом 50 година рада, Београд, 2008.
- Свет средњовековних утврђења, градова и манастира (омаж Марку Поповићу)

## Музичка сцена
У просторија омладинског позоришта деценијама је постојала музичка сцена у којој су музичку керијеру отпочели многи домаћи бендови.
На музичкој сцени окупљали су се углавном алтернативни бендови као и сви други бендови за које није било места на мејнстрим сцени.
Често су били организовани џем-сешни. На музичкој сцени Дадова свирали су многи џез музичари Београда и Југославије.
Овде су своје музичке почетке отпочеле групе Златни дечаци, Црни бисери, Добри другови, Виконти, Барони, Дечаци ноћи и други.

## Руководство
Управници
- Јован Зидверц (1958—1962)[12]
- Драгутин Грданички (1962—1964)[12]
- Михаило Тошић (1964—1970)[12]
- Зоран Милошевић (1970—1971)[12]
- Младен Вујовић (1973—1975)[12]
- Мијат Пековић (1975—1979)[12]
- Момчило Баљак[12]
- Никола Караклајић[12]
- Владимир Мијовић[12]

Оперативни руководиоци
- Јован Ристић[12]
- Ђорђе Ристић[12]

Један од оснивача
- Славенко Салетовић[12]

## Реализоване представе
| Бр. | Назив представе | Премијера     | Редитељ                                                         | Писац/Адаптација |
| --- | --- | ------------- | --------------------------------------------------------------- | --- |
| 1   | Градинар | 1958          | Милан Буњевац Милош Жутић                                       | Рабиндранат Тагоре |
| 2   | Чај и симпатија | 1959          | Михаило Тошић                                                   | Роберт Андерсон |
| 3   | Кад' букне ружа пламена | 1959          | Михаило Тошић Зоран Ратковић                                    | О. Давичо, Д. Васиљев, Иво. Л. Рибар, Ђ. Радишић, В. Назор, Т. Инђић, М. Павловић, Б. Иљенко, Р. Тагоре, Т. Младеновић     |
| 4   | Доживљаји малог Ђокице | 1959          | Зоран Ратковић                                                  | Јован Ристић Михаило Тошић                                                                                                 |
| 5   | Сан летње ноћи | 1960          | Михаило Тошић                                                   | Виљем Шекспир |
| 6   | Рашниране ципеле | 1960          | Михаило Тошић Зоран Ратковић                                    | Бора Драшковић |
| 7   | Француска модерна поезија | 1960          |                                                                 | |
| 8   | Градинар (II) | 1960          | Зоран Ратковић                                                  | Рабиндранат Тагоре |
| 9   | Кловнови (I) | 1961          | Никола Нешковић                                                 | Богомир Мршуља |
| 10  | Рецитал Ђуричине поезије | 1961          | Јован Ристић                                                    | Милан Ћурчин |
| 11  | Кловнови (II) | 1962          | Јован Ристић                                                    | Богомир Мршуља |
| 12  | Сликарева фатаморгана | 1962          | Радослав Лазић                                                  | Богомир Мршуља |
| 13  | Рецитал Елиотове поезије | 1962          | Милан Буњевац                                                   | Томас Елиот |
| 14  | Чудан свет једног дневника | 1962          | Јован Ристић                                                    | Јован Ристић |
| 15  | Гладни | 1962          | Јован Ристић                                                    | Виљем Саројан |
| 16  | Дневник једног лудака | 1962          | Добрица Пивнички                                                | Николај Васиљевич Гогољ |
| 17  | Те немогуће зимске вечери | 1962          | Милан Буњевац                                                   | Велимир Лукић |
| 18  | Барбара | 1962          | Јован Ристић                                                    | Жак Превер |
| 19  | Арабљанска ноћ на Медисон скверу | 1962          | Добрица Пивнички                                                | О Хенри |
| 20  | Велики чувар броја краљевог телефона | 1962          | Милан Буњевац                                                   | Милан Буњевац |
| 21  | Лирска етида | 1962          | Драгован Јовановић                                              | Драгован Јовановић |
| 22  | Фатаморгана | 1962          | Јован Ристић                                                    | Богомир Мршуља |
| 23  | Затвореник | 1962          | Јован Јовановић                                                 | Жарко Ривудић |
| 24  | Рецитал светске лирике | 1962          | Јован Ристић                                                    | Јован Ристић |
| 25  | Напад | 1962          | Бранислав Јовановић                                             | Џон Штајнбек |
| 26  | Стрип-тиз | 1962          | Желимир Орешковић                                               | Славомир Мрожек |
| 27  | На пучини | 1962          | Желимир Орешковић                                               | Славомир Мрожек |
| 28  | Љубавна етида | 1962          | Драгован Јовановић                                              | Драгован Јовановић |
| 29  | Дан светског аркадија | 1962          | Желимир Орешковић                                               | Жарко Ривудић |
| 30  | Загонетни врисак | 1962          | Михајло Тошић                                                   | Мими Поповић |
| 31  | Равнодушни лепотан | 1963          | Јован Јовановић                                                 | Жан Кокто |
| 32  | Карол | 1963          | Желимир Орешковић                                               | Славомир Мрожек |
| 33  | Амерички сан | 1963          | Михаило Тошић                                                   | Едвард Олиби |
| 34  | Пет дана | 1963          | Раде Павелкић                                                   | Хенри Цајгер |
| 35  | Велики инквизитор | 1963          | Миљенко Маричић                                                 | Ф. М. Достојевски |
| 36  | Оно што не смемо никада заборавити | 1963          | Михаило Тошић                                                   | Ј. Каштелан, И. Сарајлић, Р. Радовановић, Ј. Франичевић Плочар, К. Дестовник Кајух, Б. Миљковић, Р. Вешовић, Ц. Андреевски |
| 37  | Стидљив и усамљена | 1963          | Михаило Тошић                                                   | Ирвин Шо |
| 38  | Процес број два | 1963          | Јован Ристић                                                    | Милован Илић |
| 39  | Ране су пекле као Сунце | 1964          | Мирослав Јокић                                                  | Федерико Гарсија Лорка |
| 40  | Хајде да се играмо | 1964          | Јован Ристић Михаило Тошић                                      | Б. Црнчевић, Д. Радовић, М. Данојлић, С. Раичковић, Д. Лукић, В. Булатовић                                                 |
| 41  | Завереници | 1964          | Михаило Тошић                                                   | Раде Павелкић |
| 42  | Сновиђење Леона Давича или пак. крв, секс и гибаница Сторија прва: Доктор против Српка Меденице Сторија друга: Доктор против балиста Сторија трећа: Туча у Минићеву Сторија четврта: Фантом ради Сторија пета: Прича о Стеви | 1964          | Желимир Орешковић                                               | Желимир Орешковић Михаило Тошић Момчило Баљак Иван Јанковић                                                                |
| 43  | Дани двадесетог октобра | 1964          | Јован Ристић                                                    | Г. Тартаља, М. Алечковић, Д. Максимовић, М. Павловић                                                                       |
| 44  | Мајмун - како то гордо звучи | 1964          | Михаило Тошић                                                   | Љ. Драшкић, Д. Ђурковић, М. Тошић, И. Галћински, Б. Ласић, Ф. Мартиновић Фрам                                              |
| 45  | Матеја | 1964          | Јован Ристић                                                    | Миодраг Илић |
| 46  | Поезија Жака Превера | 1964          | Јован Ристић                                                    | Жак Превер |
| 47  | Славље једне успомене | 1964          | Јован Ристић                                                    | Драган Алексић |
| 48  | Један радни дан | 1965          | Зоран Ратковић                                                  | Зоран Ратковић |
| 49  | Равнодушни лепотан | 1965          | Михаило Тошић                                                   | Жан Кокто |
| 50  | Лицитација | 1965          | Јован Ристић                                                    | Јарослав Абрамов |
| 51  | Лимбурговци | 1965          | Михаило Тошић                                                   | Бора Ћосић |
| 52  | Много вике ни око чега | 1965          | Зоран Ратковић                                                  | Виљем Шекспир |
| 53  | Избирачица | 1965          | Небојша Комадина                                                | Коста Трифковић |
| 54  | Кабаре 66 Екран ван екрана Школа | 1965          | Србољуб Милин                                                   | Група аутора Дадова Бранислав Црнчевић                                                                                     |
| 55  | Браћа се упознају | 1965          | Милош Жутић                                                     | Ф. М. Достојевски |
| 56  | Љубавно писмо | 1965          | Небојша Комадина                                                | Коста Трифковић |
| 57  | Гласови његових господара | 1966          | Јован Аћин                                                      | Владета Јанковић Јован Аћин                                                                                                |
| 58  | Сневно летовање | 1966          | Светлана Бајић                                                  | Марсел Митоа |
| 59  | Жена је велика тајна | 1966          | Зорица Јовановић                                                | Избор стихова: Зорица Јоановић                                                                                             |
| 60  | Мушица | 1966          | Зоран Ратковић                                                  | Анђелко Беолко алиас Руцанте                                                                                               |
| 61  | Са нарочитим освртом на реч: докле? | 1966          | Сава Стојиљковић                                                | Сава Стојиљковић Драгољуб Војнов                                                                                           |
| 62  | Обавезно кромпир | 1966          | Зоран Ратковић                                                  | Арнолд Вексер |
| 63  | Жак или покоравање | 1967          | Михаило Тошић                                                   | Ежен Јонеско |
| 64  | Вођа | 1967          | Јован Ристић                                                    | Ежен Јонеско |
| 65  | Вишња на Ташмајдану | 1967          | Михаило Тошић                                                   | Синиша Павић |
| 66  | Тартиф | 1967          | Зоран Ратковић                                                  | Молијер |
| 67  | Мали Малколм и његова борба против евнуха | 1967          | Зоран Ратковић                                                  | Дејвид Халивел |
| 68  | Наивне ласте | 1968          | Зоран Ратковић                                                  | Ролан Дибијар |
| 69  | Одсуство | 1968          | Слободан Ж. Јовановић                                           | Џон ван Друтен |
| 70  | 25-годишњица АВНОЈ-а | 1968          | Јован Ристић                                                    | Избор текстова: Јован Ристић                                                                                               |
| 71  | Недозвани | 1968          | Михаило Тошић                                                   | Момчило Настасијевић |
| 72  | Одломци | 1969          | Владимир Путник                                                 | Мареј Шизгал |
| 73  | Клопка за беспомоћног човека | 1969          | Оливер Викторовић                                               | Роберт Томас |
| 74  | Мотиви | 1969          | Михаило Тошић                                                   | Ен Хелприн |
| 75  | Битанге | 1970          | Владимир Путник                                                 | Бари Рекорд |
| 76  | Спасени | 1970          | Михаило Тошић                                                   | Едвард Бонд |
| 77  | Арханђели и аутомати | 1970          | Слободан Ж. Јовановић                                           | Дарио Фо |
| 78  | Екс краљ и... | 1971          | Оливер Викторовић                                               | Божидар Љумобић Зуба |
| 79  | Карол - на пучини Карол (I) На пучини | 1971          | Примож Беблер Оливер Викторовић                                 | Славомир Мрожек |
| 80  | Антеус Граматикус | 1971          | Примож Беблер                                                   | Милорад Радисављевић |
| 81  | Увод у клање или живот Херкула и смрт | 1972          | Миша Мартинов                                                   | Миливоје Мајсторовић Миша Мартинов                                                                                         |
| 82  | Триптихон Карол На пучини Стрип-тиз | 1972          |                                                                 | Славомир Мрожек |
| 83  | Ако су живи лепо им је и данас | 1972          | Оливер Викторовић                                               | Божидар Љумовић Зуба |
| 84  | Троного псето | 1972          | Оливер Викторовић                                               | Вук Вучо |
| 85  | Господа Глембајеви | 1973          | Миша Мартинов                                                   | Мирослав Крлежа |
| 86  | Пут у победу | 1973          | Иван Бекјарев                                                   | Иван Бекјарев |
| 87  | Резервиста | 1973          | Мишко Милојевић                                                 | Александар Ривемале |
| 88  | Chercher la femme Убиство Цезара и смрт Велики мали рат Камерна музика | 15. 11. 1973. | Оливер Викторовић                                               | Божидар Љумовић Зуба, Риста Банић Звездана Асић Артур Ле Копит                                                             |
| 89  | Мандраголијада | 1974          | Јакша Злодре                                                    | Николо Макијавели |
| 90  | Ох, Шерлок Холмс | 1975          | Братислав Љубишић                                               | Братислав Љубишић |
| 91  | Сирота моја Жана | 1975          | Братислав Љубишић                                               | Братислав Љубишић |
| 92  | Снови моји теби лете | 1975          | Предраг Стојановић                                              | |
| 93  | Физичари | 1975          | Љиљана Тодоровић                                                | Фридрих Диренмат |
| 94  | Компјутерска девојка | 1975          | Слободан Ж. Јовановић                                           | Бранислав Нушић Слободан Ж. Јовановић                                                                                      |
| 95  | Повратак | 1976          | Драшко Брајовић                                                 | Анђелко Беолко алиас Руцанте, Драгослав Симић                                                                              |
| 96  | Два краља лира, две боце млека и један мечевалски костим | 1975/1976     | Миша Мартинов                                                   | Мша Мартинов |
| 97  | Воронезе | 1977          | Михајло Недељковић                                              | Александар Ђаја |
| 98  | Мушкарци | 1977          | Бранислав Поповић                                               | Непознати аутор из 16. века, Ежен Јонеско, непознати аутор из 20. века                                                     |
| 99  | Која сан | 1977          | Драган Филиповић                                                | |
| 100 | Драма градитеља | 1977          | Борис Чатеж                                                     | Анри Мишо |
| 101 | Танго | 1977          | Владимир Алексић                                                | Славомир Мрожек |
| 102 | Провинцијске анегдоте Двадесет минута са Ађелом Случај са Метран Пажом | 1977 1978     | Драган Јаковљевић                                               | Јован Стерија Поповић |
| 103 | Повратак (II) | 1978          | Драгослав Симић                                                 | Драгослав Симић |
| 104 | Чудновата болест или симпатија и антипатија | 1978          | Драган Јаковљевић                                               | Јован Стерија Поповић |
| 105 | Стробограм | 1978          | Божидар Љумовић Зуба Риста Банић                                | Божидар Љумовић Зуба Риста Банић                                                                                           |
| 106 | Гусарска бајка | 1978          | Драшко Брајовић                                                 | Драгослав Симић |
| 107 | Мегдан на језику | 1979          | Драшко Брајовић                                                 | Антун Шољан |
| 108 | Чудна шума | 1979          | Драшко Брајовић                                                 | Драгослав Симић |
| 109 | Велика потрага за адмиралом Нелзоном | 1980/1981     | Иштван Лалић                                                    | Бранко Димитријевић |
| 110 | Аманет | 1980/1981     | Драшко Брајовић                                                 | Драшко Брајовић |
| 111 | Неко игра | 1980/1981     |                                                                 | |
| 112 | Зоолошка прича | 1980/1981     | Милан Ришковић                                                  | Едвард Олби |
| 113 | Како живе прави мрави | 1981          | Драгослав Симић                                                 | Драгослав Симић |
| 114 | Како убити супруг(а) и зашто? | 1981/1982     | Драшко Брајовић                                                 | Антонио Амури Драгослав Симић                                                                                              |
| 115 | Наша будућност је у нашим рукама | 1983/1984     | Драшко Брајовић                                                 | Драшко Брајовић |
| 116 | Београду у част | 1984          | Драшко Брајовић                                                 | Драгослав Симић Драшко Брајовић                                                                                            |
| 117 | Капетан Џон Пиплфокс | 1985          | Александар Волић                                                | Душан Радовић Мирослав Беловић                                                                                             |
| 118 | Дилетанти или обнављање позоришта | 1986          | Александар Волић                                                | Миливоје Мајсторовић, Душан Јовановић, Љубомир Симовић, Слободан Шнајдер, Иво Брешан                                       |
| 119 | Плеј Брехт | 1986          | Александар Волић                                                | |
| 120 | Радован трећи | 1987          | Александар Волић                                                | Душан Ковачевић |
| 121 | Капетан Коча дон'т сурф | 1988          | Алиса Стојановић                                                | Александар Баришић |
| 122 | Погрешна дијагноза | 1988          | Иван Меденица                                                   | Иван Меденица |
| 123 | Сасвим нови дан | 1989          | Горан Головко                                                   | Текст по идеји Дора Бјанки, Горан Головко                                                                                  |
| 124 | Сан летње ноћи | 1989          | Горан Головко                                                   | Виљем Шекспир |
| 125 | Деца Лондона | 1989          | Срђан Томовић                                                   | Срђан Томовић |
| 126 | Виктор или деца на власти | 1989          | Ирена Ристић                                                    | Роже Витрак |
| 127 | Четири годишња доба | 1990          | Горан Головко                                                   | |
| 128 | Ћелава певачица | 1990          | Ивана Ашковић                                                   | Ежен Јонеско |
| 129 | Адвокат Пјер Патлен | 1990/1991     | Марко Стојановић                                                | Непознати аутор, XV столеће                                                                                                |
| 130 | Хамлет | 1990          | Кокан Младеновић                                                | Виљем Шекспир |
| 131 | Валпургијска ноћ | 1991          | Горан Головко, Марко Стојановић, Ирена Ристић, Кокан Младеновић | |
| 132 | Случајеви | 1991          | Кокан Младеновић                                                | Даниел Хармс |
| 133 | Давитељ против давитеља | 1992          | Југ Радивојевић                                                 | Слободан Шијан Небојша Пајкић                                                                                              |
| 134 | Пре почетка рата са Ескимима са љубављу и мучнином | 1992          | Ања Суша                                                        | Џером Давид Селингер |
| 135 | Бетмен - пад хероја | 1992          | Дејан Зечевић                                                   | Александар С. Јанковић |
| 136 | Лудак и опатица | 1993          | Димитрије Стојановић                                            | Станислав Виткијевич |
| 137 | Мачке | 1993          | Акиро Годзила Конг                                              | |
| 138 | Торпедо | 1993          | Даријан Михајловић                                              | По идеји Санчез Ернесто Абули                                                                                              |
| 139 | Мазл и шлимазл | 1993          | Маријана Вигњевић                                               | Исак Башевис Сингер |
| 140 | Берлинутопија | 1994          | Ања Суша                                                        | Александар С. Јанковић |
| 141 | Београд 2080 | 1994          | Колективна режија                                               | Бојан Бајчетић |
| 142 | Баш си добар Чарли Браун | 1995          | Ања Суша                                                        | Кларк Геснер |
| 143 | Чија си | 1995          | Жанко Томић                                                     | Сашко Насев |
| 144 | Тартиф | 1995          | Зоран Ратковић                                                  | Молијер |
| 145 | Бог из аутомата | 1996          | Предраг Штбац                                                   | Ладислав Раичевић |
| 146 | Кригеров гнев | 1996          | Даријан Михајлов                                                | Александар С. Јанковић |
| 147 | Мала лепа ствар | 1996          | Предраг Стојменовић                                             | Милица Пилетић |
| 148 | Тајни дневник Адријана Мола | 1996          | Ивана Ђилас                                                     | Таусенд Сју |
| 149 | Четири стране света | 1997          | Предраг Штрбац                                                  | Предраг Јеротијевић |
| 150 | Опет пакујемо мајмуне | 1997          | Предраг Стојменовић                                             | Милица Пилетић |
| 151 | Снови | 1998          | Стефан Саблић                                                   | Анри Пјер Ками |
| 152 | Ноћ лукаваго | 1998          | Слободан Ћустић                                                 | Угљеша Шајтинац |
| 153 | Ломљиво | 1999          | Немања Савковић                                                 | Јелена Ђорђевић |
| 154 | Кармен | 1999          | Даријан Михајловић                                              | Жорж Бизе |
| 155 | Русалка | 2000          | Даријан Михајловић                                              | Лав Николајевич Пушкин |
| 156 | Хобит | 2000          | Александар Божина                                               | Џон Р. Р. Толкин |
| 157 | Отмичари | 2000          | Предраг Стојменовић                                             | Бен Ремзи |
| 158 | На крају узми своје лице | 2001          | Слободан Ћустић                                                 | Миодраг Ђурђевић |
| 159 | Физичари | 2001          | Предраг Стојменовић                                             | Фридрих Диренмат |
| 160 | Одавно скувани или са овим светом нешто није у реду | 2001          | Предраг Стојменовић                                             | Петар Николић |
| 161 | Ћорсокак | 2002          | Петар Николић                                                   | Петар Николић |
| 162 | Међу нама и боговима | 2002          | Братислав Михаиловић                                            | Братислав Михаиловић |
| 163 | Маскерата | 2002          | Александар Божина                                               | Мирослав Крлежа |
| 164 | Гледај живот са ведрије стране | 2002          | Вукашин Никитовић                                               | Владимир Ћосић |
| 165 | Чаробна оловка | 2002          | Предраг Стојменовић                                             | Предраг Стојменовић |
| 166 | Неке ствари и остало | 2002          | Ивона Шијаковић                                                 | Наташа Дракулић |
| 167 | Сан летње ноћи | 2003          | Петар Николић                                                   | Виљем Шекспир |
| 168 | Иза затворених врата | 2003          | Владимир Јевтовић                                               | Жан-Пол Сартр |
| 169 | Солитер | 2003          | Горан Рушкуц                                                    | Горан Рушкуц |
| 170 | Јубилеј 45 година | 2003          |                                                                 | Наташа Дракулић |
| 171 | Чаробна шума | 2003          |                                                                 | |
| 172 | Карма кома | 2003          | Станислава Копривица                                            | Милена Деполо |
| 173 | Принц жаба | 2004          | Ана Томовић                                                     | Дејвид Мамет |
| 174 | Коме верујете | 2004          | Горан Рушкуц                                                    | Јелена Ђорђевић |
| 175 | Гавран | 2004          | Вукашин Никитовић                                               | Петар Михајловић |
| 176 | Коју игру играш | 2004          | Предраг Стојменовић                                             | Владимир Ђурић Ђура |
| 177 | Чаробни брод | 2004          |                                                                 | Мирјана Савић |
| 178 | Виктор или деца на власти | 2005          | Владимир Јевтовић                                               | Роже Витрак |
| 179 | Следећи | 2005          | Гордана Орешчанин                                               | Гордана Орешчанин |
| 180 | Ромео и Јулија | 2005          | Кокан Младеновић                                                | Виљем Шекспир |
| 181 | Евнух | 2005          | Југ Радивојевић                                                 | Публије Теренције Африканац                                                                                                |
| 182 | Оверлепинг | 2005          | Ања Суша, Даријан Михајловић, Жанко Томовић                     | Представа рађена на основу чланка објављеног у рубрици „црна хроника”                                                      |
| 183 | Госпођица Јулија | 2005          | Јовица Павић                                                    | Аугуст Стримберг |
| 184 | Лекција | 2005          | Владимир Јевтовић                                               | Ежен Јонеско |
| 185 | Гарави сокак | 2005          | Радован Кнежевић                                                | Мирослав Антић |
| 186 | Чаробни воз | 2005          |                                                                 | |
| 187 | Како смо убили Шекспира | 2006          | Даријан Михајловић                                              | Даријан Михајловић |
| 188 | А сада ћете видети... | 2006          | Марица Вулетић Наумовић                                         | Жак Превер |
| 189 | Мурлин Мурло | 2006          | Мирјана Карановић                                               | Николај Кољада |
| 199 | Паклена поморанџа | 2006          | Мирослав Трифуновић                                             | Ентони Барџис |
| 191 | Илијада | 2006          | Кокан Младеновић                                                | Александро Барико |
| 192 | Добри дух | 2006          | Предраг Стојменовић                                             | Милена Деполо |
| 193 | Чорба од канаринца | 2006/2007     | Предраг Стојменовић                                             | Милош Радовић |
| 194 | Мозак афродизијак | 2007          | Снежана Тришић                                                  | Игор Бракус |
| 195 | Сасвим обичан дан | 2007          | Иван Јевтовић                                                   | Иван Јевтовић |
| 196 | Сусрет | 2007          | Матјаж Шмалц                                                    | Симона Семенич |
| 197 | 72 дневнице | 2007          | Милан Нешковић                                                  | Димитрије Војнов |
| 198 | Лоше девојке | 2008          | Иван Вуковић                                                    | Тина Феј |
| 199 | Друштво мртвих песника | 2008          | Предраг Стојменовић                                             | Предраг Стојменовић |
| 200 | У потрази за изгубљеним временом | 2008          | Предраг Штрбац                                                  | Александар С. Јанковић |
| 201 | Луди од љубави | 2008          | Јовица Павић                                                    | Сем Шепард |
| 202 | Како сам заволео фудбал | 2008          | Владан Ђурковић                                                 | Тамара Бијелић |
| 203 | Три чекића, о српу да и не говоримо | 2008          | Милан Нешковић                                                  | Деана Лесковар |
| 204 | Желите ли да постанете Дадовац | 2008          | Кокан Младеновић                                                | М. Геџић К. Биџић |
| 205 | North Force (I) | 2009          | Ана Глигоровић                                                  | Милена Богавац |
| 206 | Сан летње ноћи (II) | 2009          | Петар Николић                                                   | Виљем Шекспир |
| 207 | Пит | 2009          | Предраг Стојменовић                                             | Љубинка Стојадиновић |
| 208 | Интернат | 2009          | Јована Паповић                                                  | Олга Димитријевић |
| 209 | И живели су срећно до краја живота | 2009          | Владан Ђурковић                                                 | Јелена Ђорђевић Кнежевић                                                                                                   |
| 210 | Дечаци Павлове улице | 2010          | Ана Григоровић                                                  | Ференц Молнар |
| 211 | Плес ситних демона | 2010          | Милан Нешковић                                                  | Марко Видојковић |
| 212 | 3, 4... Сад! | 2010          | Јелена Баговац                                                  | Милена Баговац |
| 213 | Боље је јести колаче уместо мушкараца | 2010          | Александар Волић                                                | Тамара Јовановић |
| 214 | Заједно сами | 2010          | Даријан Михајловић                                              | Марко Шелић |
| 215 | Станица компас | 2011          | Јована Томић                                                    | Тамара Бијелић |
| 216 | North Force (II) | 2011          | Ана Григоровић                                                  | Милена Богавац |
| 217 | Балада о Пишоњи и Жуги | 2012          | Владан Ђурковић                                                 | Владимир Ђурђевић |
| 218 | Гарави сокак (II) | 2012          | Радован Кнежевић                                                | Мирослав Антић |
| 219 | Како убити супругу и зашто? (II) | 2012          | Владан Ђурковић                                                 | Антонио Амури |
| 220 | Позив | 2012          | Исидора Гонцић                                                  | Дарко Марјановић |
| 221 | Леонс и Лена | 2013          | Владан Ђурковић                                                 | Карл Георг Бихнер |
| 222 | Заштита пре свега | 2013          | Владан Ђурковић                                                 | Иван Зекић |
| 223 | Класни непријатељ | 2013          | Предраг Стојменовић                                             | Најџел Вилијамс |
| 224 | Хајдуци | 2013          | Даријан Михајловић                                              | Бранислав Нушић |
| 225 | Случајеви Lost in Serbia | 2013          | Кокан Младеновић                                                | Ауторски пројекат |
| 226 | Секс за почетнике | 2014          | Владан Ђурковић                                                 | Јасминка Петровић |
| 227 | Национална класа | 2014          | Ана Григоровић                                                  | Горан Марковић |
| 228 | Господар мува | 2014          | Тијана Васић                                                    | Виљем Голдинг |
| 229 | Chatroom - Погрешан профил | 2014          | Југ Ђорђевић                                                    | Сара Радојковић |
| 230 | Пачије варијације | 2015          | Владан Ђурковић                                                 | Давид Алан Мамет |
| 231 | Руцанте | 2015          | Славенко Салетовић                                              | Божидар Љумовић Зуба |
| 232 | Како смо убили Шекспира (II) | 2015          | Даријан Михајловић                                              | Даријан Михајловић |
| 233 | Слепи миш | 2015          | Владан Ђурковић                                                 | Јохан Штраус |
| 234 | 4 боје 5 пиштоља | 2015          | Александар Марковић                                             | Тијана Грумић |
| 235 | Лептирица | 2015          | Исидора Гонцић                                                  | Милован Глишић |
| 236 | Ово је најстрашнији дан у мом животу | 2016          | Владан Ђурковић                                                 | Јасминка Петровић |
| 237 | Насиље | 2016          | Кокан Младеновић                                                | Димитрије Коканов |
| 238 | Крофне, љубав и још по нешто | 2016          | Тијана Васић                                                    | Тијана Грумић |
| 239 | Триптих за тинејџера | 2016          | Југ Ђорђевић Тијана Васић Александар Марковић                   | Страхиња Маџаревић |
| 240 | Мотори | 2017          | Патрик Лазић                                                    | Патрик Лазић |
| 241 | Оливер Твист | 2017          | Владан Ђурковић                                                 | Чарлс Дикенс |
| 242 | У цара Тројана козије уши | 2017          | Даријан Михајловић                                              | Вук Караџић |
| 243 | Нисам крива | 2017          | Владан Ђурковић                                                 | Мина Ћирић |
| 244 | Стилске игре | 2017          | Радован Кнежевић                                                | Симеон Маринковић |
| 245 | Плес ситних демона (II) | 2017          | Срђан Ј. Карановић                                              | Марко Видојковић |
| 246 | Талас | 2018          | Предраг Стојменовић                                             | Рон Џонс |
| 247 | Школа | 2018          | Даријан Михајловић                                              | Јасминка Петровић |
| 248 | Ромео и Јулија (II) | 2018          | Галина Максимовић                                               | Виљем Шекспир Галина Максимовић                                                                                            |
| 249 | Лајање на звезде | 2019          | Радован Кнежевић                                                | Милован Витезовић |
| 250 | Када причамо о љубави да ли причамо | 2019          | Марко Челебић                                                   | Филип Грујић |
| 251 | Свима којих се тиче | 2019          | Андреа Пјевић                                                   | Дана Сидерос |
| 252 | Не иди од куће, дерле | 2019          | Невена Мијатовић                                                | Ирена Парезановић |
| 253 | Четири годишња доба (II) | 2200          | Марко Челебић                                                   | Ђорђе Костић |
| 254 | Љубавна лектира | 2020          | Лука Јованов                                                    | Филип Грујић |
| 255 | Грета из Фауста | 2020          | Срђан Ј. Карановић                                              | Луц Хибнер |
| 256 | Можда представа | 2020          | Марко Челебић Предраг Стојменовић Милан Нешковић                | Виљем Шекспир, Луиђи Парандело                                                                                             |
| 257 | Сасвим нови дан | 2021          | Горан Головко                                                   | Горан Головко |
| 261 | Животињска фарма | 2021          | Даријан Михајловић                                              | Вања Шевић |
| 259 | Шта је собар видео | 2021          | Срђан Ј. Карановић                                              | Џо Ортон |
| 260 | Љубав је као чоколада | 2021          | Предраг Стојменовић                                             | Вања Шевић |
| 261 | Бомбона | 2021          | Марко Челебић                                                   | Филип Грујић |
| 262 | Бајка за децу и одрасле | 2022          | Срђан Ј. Карановић                                              | По мотивима текстова Живомира Јоковића (Успавана лепотица) и Игора Бојовића (Црвенкапа)                                    |

## Галерија
- Зграда Дадова након реконструкције
- Дадов
- Табла са натписом
- Логотип Дадова